# (9848) Югра
(9848) Югра (лат. Yugra) — типичный астероид главного пояса, открыт 26 августа 1990 года советским астрономом Людмилой Журавлёвой в Крымской астрофизической обсерватории и 13 октября 2000 года назван в честь Югры.

## Обнаружение и именование
(9848) Югра
Открыт 26 августа 1990 года в Крымской астрофизической обсерватории Л. В. Журавлёвой.
Югра — использовавшееся в России в средние века историческое название обширной территории к востоку от Северного Урала, простирающейся до реки Таз. Населённый тогда племенами ханты и манси, сейчас она является частью Ханты-Мансийского автономного округа в составе Российской Федерации.
Оригинальный текст (англ.)9848 Yugra
Discovered 1990 Aug. 26 by L. V. Zhuravleva at the Crimean Astrophysical Observatory.
Yugra is the historical name, used in Russia in medieval times, of the vast area to the east of the Northern Urals, extending to the river Taz. Inhabited then by the Hanty and Mansi tribes, it is now part of the territory of the Hanty-Mansi autonomous area within the Russian Federation.
Источники: 20001013/MPCPages.arc; M.P.C. 41384.

## Орбита

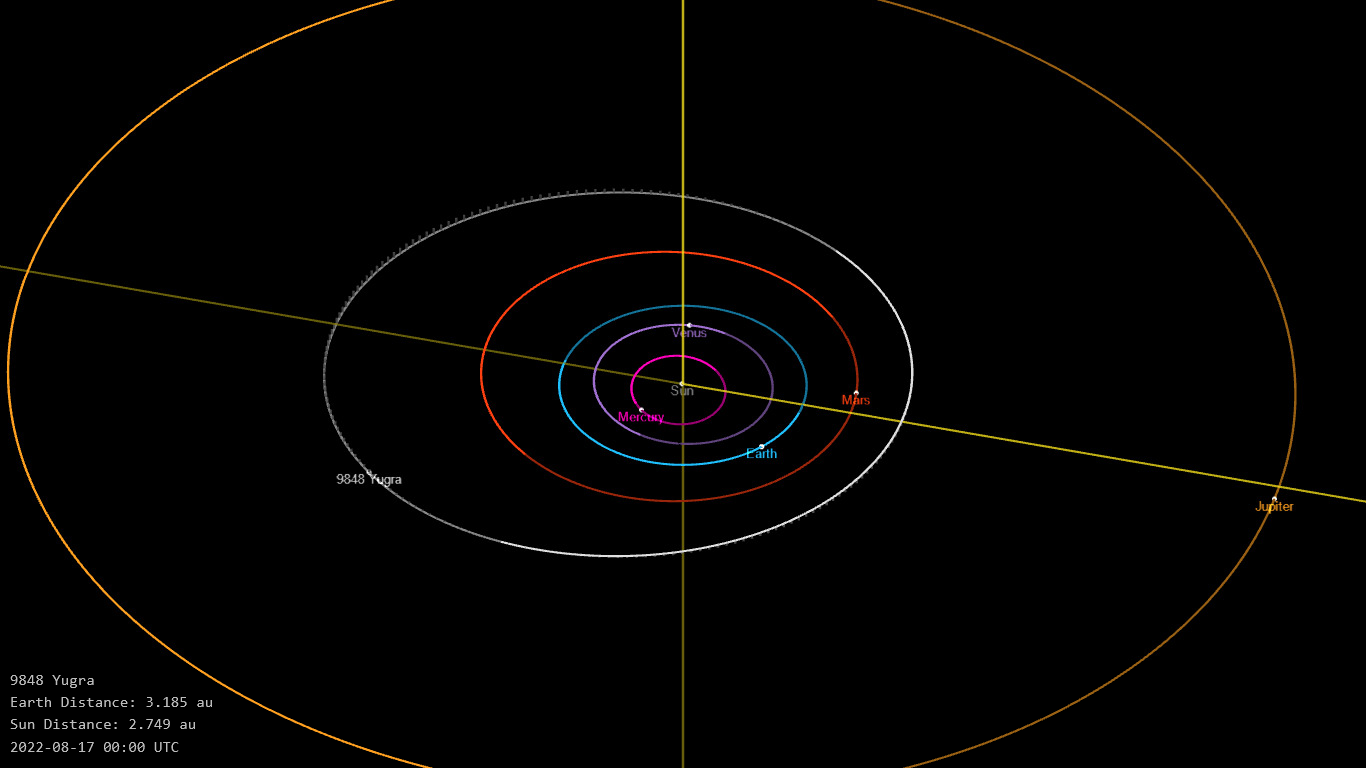
Орбита астероида Югра и его положение в Солнечной системе

## Физические характеристики
Из наблюдений телескопа VISTA следует, что астероид относится к таксономическому классу S.
По результатам наблюдений в видимом и ближнем инфракрасном диапазоне космического телескопа NEOWISE диаметр астероида оценивался равным 4,221±0,197 км. Согласно тем же источникам альбедо оценивается как 0,2490±0,0173 и 0,249±0,017.